# Municipio de Prairie Dog (Nebraska)
El municipio de Prairie Dog (en inglés: Prairie Dog Township) es un municipio ubicado en el condado de Harlan en el estado estadounidense de Nebraska. En el año 2010 tenía una población de 31 habitantes y una densidad poblacional de 0,33 personas por km².

## Geografía
El municipio de Prairie Dog se encuentra ubicado en las coordenadas 40°2′15″N 99°20′41″O / 40.03750, -99.34472. Según la Oficina del Censo de los Estados Unidos, el municipio tiene una superficie total de 93.1 km², de la cual 68,51 km² corresponden a tierra firme y (26,42 %) 24,6 km² es agua.

## Demografía
Según el censo de 2010, había 31 personas residiendo en el municipio de Prairie Dog. La densidad de población era de 0,33 hab./km². De los 31 habitantes, el municipio de Prairie Dog estaba compuesto por el 90,32 % blancos, el 3,23 % eran asiáticos y el 6,45 % eran de una mezcla de razas. Del total de la población el 0 % eran hispanos o latinos de cualquier raza.